# Gran Premio d'Austria 2017
Il Gran Premio d'Austria 2017 è stata la nona prova della stagione 2017 del campionato mondiale di Formula 1. La gara si è tenuta domenica 9 luglio 2017 sul Red Bull Ring di Spielberg bei Knittelfeld ed è stata vinta dal finlandese Valtteri Bottas su Mercedes, al suo secondo successo in carriera. Bottas ha preceduto all'arrivo il tedesco Sebastian Vettel su Ferrari e l'australiano Daniel Ricciardo su Red Bull Racing-TAG Heuer.

## Vigilia

### Sviluppi futuri
La scuderia Force India decide di modificare la sua denominazione in Force One, a partire dalla stagione 2018. Il team passerà a correre con licenza britannica.
La Williams annuncia che, dal 17 luglio, Dave Redding assumerà il ruolo di nuovo team manager, subentrando a Steve Nielsen, arrivato, nel 2014, dalla Toro Rosso.
Zoran Stefanović, titolare della Stefan GP, annuncia di aver concluso un accordo per la creazione di un team, con sede a Parma, che probabilmente esordirà nel 2019.

### Aspetti tecnici
La Pirelli, fornitrice unica degli pneumatici, porta, per questo gran premio le mescole di tipo soft, supersoft e ultrasoft. Un extra set di questa mescola sarà fornito ai piloti che affronteranno la Q3, che andrà restituito al termine delle qualifiche. Tale set resterà a disposizione degli altri piloti.
La FIA, per questa gara, stabilisce due zone ove i piloti possono attivare il Drag Reduction System: la prima è posta sul rettilineo dei box, con detection point stabilito dopo la curva Jochen Rindt, mentre la seconda è fissata tra le curve Remus e Schlossgold, con punto di distacco fra i piloti posto prima della seconda curva. La FIA modifica la numerazione delle curve del tracciato, al fine di allinearlo a quanto avviene nel Motomondiale. Viene considerata come curva e numerata con il numero 2, la piega poco prima della curva Remus. Vengono riprofilati i cordoli di molte curve e aggiunte delle protezioni alle curve Gösser, Lauda e Rindt.
La Honda porta la terza specifica per la sua power unit, che motorizza le McLaren. Questa evoluzione era stata già testata, durante le prove libere, da Fernando Alonso, nel Gran Premio di Baku.

### Aspetti sportivi
A seguito dell'incidente con Hamilton, nel precedente gran premio, Sebastian Vettel è stato penalizzato di tre punti sulla Superlicenza; avendo già subito una decurtazione di nove punti in un anno solare, qualora, in questa gara, dovesse perdere anche i tre punti rimasti, verrebbe sanzionato con l'esclusione da un gran premio.
Successivamente la Federazione decide di aprire un nuovo procedimento disciplinare nei confronti del pilota tedesco, la cui udienza si tiene il 3 luglio. Nel corso dell'incontro il pilota tedesco si è scusato per l'episodio, venendo poi coinvolto in iniziative per la sicurezza stradale, che la FIA organizza.
Alfonso Celis Jr. ha preso il posto di Sergio Pérez alla Force India, nella prima sessione di prove libere, così come Sergej Sirotkin quello di Nico Hülkenberg alla Renault.
L'ex pilota di Formula 1 Mika Salo è nominato commissario aggiunto per la gara; il finlandese ha svolto già in passato tale funzione, l'ultima al Gran Premio di Russia.

## Prove

### Resoconto
Lewis Hamilton fa segnare il tempo migliore, nelle prime prove libere. L'inglese, utilizzando le gomme della mescola più dura portata dalla Pirelli, ovvero le soft, ha staccato Max Verstappen di meno di due decimi. L'olandese ha anche sfiorato la collisione con il muretto, alla curva 7, dopo un'uscita dal tracciato. Questo incidente ha anche costretto a lungo la vettura ai box, per delle riparazioni.
Al terzo posto si è classificato Valtteri Bottas, autore anche di un testacoda. Il finlandese ha montato gomme supersoft. Nella parte finale della sessione, le Mercedes, hanno simulato un long run, con pieno di carburante, al fine di evitare che l'arrivo della pioggia potesse, nelle libere seguenti, non permettere un test affidabile. Le Ferrari hanno chiuso con il quarto e sesto tempo, mentre hanno dimostrato competitività le due McLaren, entrambe tra i primi dieci.
Il vicecampione del mondo ha confermato la sua performance anche nella seconda sessione, in cui, con gomme ultrasoft, ha girato mezzo secondo più veloce, rispetto alla sessione mattutina. Sebastian Vettel si è piazzato secondo, staccato di meno di due decimi dal britannico. Bottas ha confermato il terzo posto, sfiorando però anche lui l'incidente, dopo un testacoda. Al quarto e quinto posto si sono classificate le due Red Bull Racing. Sulla vettura di Verstappen si sono verificati altri guai tecnici, che ne hanno limitato la presenza nella sessione: prima un problema al brake-by-wire, poi un suo errore di guida ha danneggiato l'ala anteriore. Altri problemi sono stati subiti da Sergio Pérez, sulla cui vettura è stata sostituita la batteria.
Al termine delle prove la Mercedes sostituisce il cambio sulla vettura di Lewis Hamilton, che così subisce una penalizzazione di 5 posti sulla griglia di partenza. La FIA decide di modificare i cordoli posti all'esterno delle ultime due curve del tracciato; in giornata, molti piloti, avevano danneggiato le loro monoposto, andando lunghi nel punto. La McLaren decide di montare nuovamente, sulla vettura di Fernando Alonso, la vecchia specifica della power unit Honda, dopo alcuni problemi tecnici rilevati nella prima giornata. Lance Stroll, della Williams, subisce una reprimenda, da parte dei commissari, per aver oltrepassato, in maniera giudicata pericolosa, la linea di entrata ai box.
Nelle libere del sabato è Sebastian Vettel il più veloce, che ottiene il record della pista; il tedesco precede le due Mercedes, mentre quarto è Kimi Räikkönen. Hamilton non ha potuto completare la sessione, dopo un lungo alla curva 3, dovuta al cedimento del freno anteriore destro. Vi sono stati dei problemi di natura elettrica invece sulla Toro Rosso di Carlos Sainz Jr., che si è trovato, appena uscito per il suo primo giro, con motore spento. Risultano in difficoltà le Williams.

### Risultati
Nella prima sessione del venerdì si è avuta questa situazione:
| Pos | Nº | Pilota          | Costruttore               | Tempo    | Gap    | Giri |
| --- | -- | --------------- | ------------------------- | -------- | ------ | ---- |
| 1   | 44 | Lewis Hamilton  | Mercedes                  | 1'05"975 |        | 38   |
| 2   | 33 | Max Verstappen  | Red Bull Racing-TAG Heuer | 1'06"165 | +0"190 | 23   |
| 3   | 77 | Valtteri Bottas | Mercedes                  | 1'06"345 | +0"370 | 35   |

Nella seconda sessione del venerdì si è avuta questa situazione:
| Pos | Nº | Pilota           | Costruttore | Tempo    | Gap    | Giri |
| --- | -- | ---------------- | ----------- | -------- | ------ | ---- |
| 1   | 44 | Lewis Hamilton   | Mercedes    | 1'05"483 |        | 30   |
| 2   | 5  | Sebastian Vettel | Ferrari     | 1'05"630 | +0"147 | 50   |
| 3   | 77 | Valtteri Bottas  | Mercedes    | 1'05"699 | +0"216 | 41   |

Nella sessione del sabato si è avuta questa situazione:
| Pos | Nº | Pilota           | Costruttore | Tempo    | Gap    | Giri |
| --- | -- | ---------------- | ----------- | -------- | ------ | ---- |
| 1   | 5  | Sebastian Vettel | Ferrari     | 1'05"092 |        | 18   |
| 2   | 44 | Lewis Hamilton   | Mercedes    | 1'05"361 | +0"269 | 21   |
| 3   | 77 | Valtteri Bottas  | Mercedes    | 1'05"515 | +0"423 | 19   |

## Qualifiche

### Resoconto
Anche le qualifiche, come le libere, si svolgono con pista asciutta e tempo sereno. Vanno in testa, nella prima fase, diversi piloti, prima che Lewis Hamilton faccia segnare il tempo migliore della sessione. Kevin Magnussen ottiene un tempo valido per entrare nella seconda fase, ma, passando sopra un cordolo, rovina una sospensione, e non può, di fatto, partecipare alla Q2. Sono eliminati i piloti della Sauber, quelli della Williams e Jolyon Palmer.
Le Mercedes ottengono i migliori tempi nella Q2, con Lewis Hamilton che opta per le coperture supersoft, in luogo di quelle ultrasoft, utilizzate dagli altri piloti. Tale scelta incide sul tipo di gomme che il pilota britannico dovrà utilizzare in partenza, ed è legata alla penalizzazione subita da Hamilton. Negli ultimi istanti della Q2 Vettel soffia la seconda posizione all'inglese. Sono eliminati, oltre a Magnussen, anche le due McLaren, Nico Hülkenberg e Daniil Kvjat.
Max Verstappen e Daniel Ricciardo si portano subito sulla linea di uscita dei box all'inizio della Q3, forse temendo l'arrivo della pioggia, e per tentare tre giri lanciati nella sessione decisiva. Al termine del primo tentativo Valtteri Bottas è primo, seguito da Sebastian Vettel e da Lewis Hamilton. Quando i piloti sono nel corso dell'ultimo giro, Romain Grosjean parcheggia la sua Haas in traiettoria; le bandiere gialle esposte impediscono così ai piloti di migliorare la prima prestazione. Poco dopo Verstappen esce di pista, senza però conseguenze. Valtteri Bottas ottiene così la seconda pole position in carriera. Il tempo ottenuto dal finnico è il più basso, tra quelli ottenuti nelle qualifiche, dai tempi del Gran Premio del Sudafrica 1985, corso sul Circuito di Kyalami, quando Nigel Mansell chiuse la qualifica con 1'02"366.

### Risultati
Nella sessione di qualifica si è avuta questa situazione:
| Pos                         | Nº | Pilota            | Costruttore               | Q1       | Q2          | Q3       | Griglia |
| --------------------------- | -- | ----------------- | ------------------------- | -------- | ----------- | -------- | ------- |
| 1                           | 77 | Valtteri Bottas   | Mercedes                  | 1'05"760 | 1'04"316    | 1'04"251 | 1       |
| 2                           | 5  | Sebastian Vettel  | Ferrari                   | 1'05"585 | 1'04"772    | 1'04"293 | 2       |
| 3                           | 44 | Lewis Hamilton    | Mercedes                  | 1'05"064 | 1'04"800    | 1'04"424 | 8       |
| 4                           | 7  | Kimi Räikkönen    | Ferrari                   | 1'05"148 | 1'05"004    | 1'04"779 | 3       |
| 5                           | 3  | Daniel Ricciardo  | Red Bull Racing-TAG Heuer | 1'05"854 | 1'05"161    | 1'04"896 | 4       |
| 6                           | 33 | Max Verstappen    | Red Bull Racing-TAG Heuer | 1'05"779 | 1'04"948    | 1'04"983 | 5       |
| 7                           | 8  | Romain Grosjean   | Haas-Ferrari              | 1'05"902 | 1'05"319    | 1'05"480 | 6       |
| 8                           | 11 | Sergio Pérez      | Force India-Mercedes      | 1'05"975 | 1'05"435    | 1'05"605 | 7       |
| 9                           | 31 | Esteban Ocon      | Force India-Mercedes      | 1'06"033 | 1'05"550    | 1'05"674 | 9       |
| 10                          | 55 | Carlos Sainz Jr.  | Toro Rosso                | 1'05"675 | 1'05"544    | 1'05"726 | 10      |
| 11                          | 27 | Nico Hülkenberg   | Renault                   | 1'06"174 | 1'05"597    | N.D.     | 11      |
| 12                          | 14 | Fernando Alonso   | McLaren-Honda             | 1'06"158 | 1'05"602    | N.D.     | 12      |
| 13                          | 2  | Stoffel Vandoorne | McLaren-Honda             | 1'06"316 | 1'05"741    | N.D.     | 13      |
| 14                          | 26 | Daniil Kvjat      | Toro Rosso                | 1'05"990 | 1'05"884    | N.D.     | 14      |
| 15                          | 20 | Kevin Magnussen   | Haas-Ferrari              | 1'06"143 | senza tempo | N.D.     | 15      |
| 16                          | 30 | Jolyon Palmer     | Renault                   | 1'06"345 | N.D.        | N.D.     | 16      |
| 17                          | 19 | Felipe Massa      | Williams-Mercedes         | 1'06"534 | N.D.        | N.D.     | 17      |
| 18                          | 18 | Lance Stroll      | Williams-Mercedes         | 1'06"608 | N.D.        | N.D.     | 18      |
| 19                          | 9  | Marcus Ericsson   | Sauber-Ferrari            | 1'06"857 | N.D.        | N.D.     | 19      |
| 20                          | 94 | Pascal Wehrlein   | Sauber-Ferrari            | 1'07"011 | N.D.        | N.D.     | PL      |
| Tempo limite 107%: 1'09"618 |    |                   |                           |          |             |          |         |

In grassetto sono indicate le migliori prestazioni in Q1, Q2 e Q3.

## Gara

### Resoconto
Alla partenza Valtteri Bottas mantiene il comando, davanti a Sebastian Vettel; dietro Kimi Räikkönen sembra riuscire a tenere dietro Daniel Ricciardo, che però passa alla Remus; il pilota della Scuderia Ferrari esce dal tracciato, tanto da venir passato anche da Romain Grosjean. Nelle retrovie, Daniil Kvjat sbaglia il punto di frenata alla prima curva, e colpisce la vettura di Fernando Alonso, che a sua volta finisce contro quella di Max Verstappen. Gli ultimi due piloti sono costretti al ritiro, mentre il pilota della Toro Rosso è penalizzato con un drive through. Vettel chiede alla direzione di gara di verificare se Bottas ha effettuato una partenza anticipata, ma i sensori annegati nell'asfalto fanno segnare un tempo di reazione all'interno dei limiti di regolamento.
Al terzo giro Räikkönen passa Grosjean; il francese della Haas cede ancora una posizione, al giro 8, a Lewis Hamilton. La classifica rimane immutata per diversi giri: Hamilton cerca di avvicinarsi a Räikkönen, ma senza esito. L'inglese effettua la sosta per il cambio degli pneumatici al trentunesimo giro, passando a gomme ultrasoft. Due giri dopo tocca a Daniel Ricciardo, e, al giro 34, anche a Sebastian Vettel. Entrambi optano per le supersoft. La stessa scelta è fatta da Grosjean, al giro 37.
Il leader della corsa, Bottas, attende il giro 41: cede la prima posizione a Kimi Räikkönen, che però viene ripassato dal pilota della Mercedes, dopo soli due giri. Il ferrarista attende il giro 44 per il pit stop, rientrando in pista dopo Hamilton, scalando così quinto.
Negli ultimi giri Vettel si avvicina a Bottas, così come Hamilton si approssima a Ricciardo. Nessuno dei due però sarà in grado di effettuare sorpassi. Valtteri Bottas vince per la seconda volta nel mondiale di F1.

### Risultati
I risultati del Gran Premio sono i seguenti:
| Pos | Nº | Pilota            | Costruttore               | Giri | Tempo/Ritiro                          | Griglia | Punti |
| --- | -- | ----------------- | ------------------------- | ---- | ------------------------------------- | ------- | ----- |
| 1   | 77 | Valtteri Bottas   | Mercedes                  | 71   | 1h21'48"523                           | 1       | 25    |
| 2   | 5  | Sebastian Vettel  | Ferrari                   | 71   | +0"658                                | 2       | 18    |
| 3   | 3  | Daniel Ricciardo  | Red Bull Racing-TAG Heuer | 71   | +6"012                                | 4       | 15    |
| 4   | 44 | Lewis Hamilton    | Mercedes                  | 71   | +7"430                                | 8       | 12    |
| 5   | 7  | Kimi Räikkönen    | Ferrari                   | 71   | +20"370                               | 3       | 10    |
| 6   | 8  | Romain Grosjean   | Haas-Ferrari              | 71   | +1'13"160                             | 6       | 8     |
| 7   | 11 | Sergio Pérez      | Force India-Mercedes      | 70   | +1 giro                               | 7       | 6     |
| 8   | 31 | Esteban Ocon      | Force India-Mercedes      | 70   | +1 giro                               | 9       | 4     |
| 9   | 19 | Felipe Massa      | Williams-Mercedes         | 70   | +1 giro                               | 17      | 2     |
| 10  | 18 | Lance Stroll      | Williams-Mercedes         | 70   | +1 giro                               | 18      | 1     |
| 11  | 30 | Jolyon Palmer     | Renault                   | 70   | +1 giro                               | 16      |       |
| 12  | 2  | Stoffel Vandoorne | McLaren-Honda             | 70   | +1 giro                               | 13      |       |
| 13  | 27 | Nico Hülkenberg   | Renault                   | 70   | +1 giro                               | 11      |       |
| 14  | 94 | Pascal Wehrlein   | Sauber-Ferrari            | 70   | +1 giro                               | PL      |       |
| 15  | 9  | Marcus Ericsson   | Sauber-Ferrari            | 69   | +2 giri                               | 19      |       |
| 16  | 26 | Daniil Kvjat      | Toro Rosso                | 68   | +3 giri                               | 14      |       |
| Rit | 55 | Carlos Sainz Jr.  | Toro Rosso                | 44   | Motore                                | 10      |       |
| Rit | 20 | Kevin Magnussen   | Haas-Ferrari              | 29   | Problemi idraulici                    | 15      |       |
| Rit | 14 | Fernando Alonso   | McLaren-Honda             | 1    | Collisione con M.Verstappen e D.Kvjat | 12      |       |
| Rit | 33 | Max Verstappen    | Red Bull Racing-TAG Heuer | 0    | Collisione con F.Alonso e D.Kvjat     | 5       |       |

## Classifiche mondiali

### Piloti
| Pos | Pilota           | Punti |
| --- | ---------------- | ----- |
| 1   | Sebastian Vettel | 171   |
| 2   | Lewis Hamilton   | 151   |
| 3   | Valtteri Bottas  | 136   |
| 4   | Daniel Ricciardo | 107   |
| 5   | Kimi Räikkönen   | 83    |
| 6   | Sergio Pérez     | 50    |
| 7   | Max Verstappen   | 45    |
| 8   | Esteban Ocon     | 39    |
| 9   | Carlos Sainz Jr. | 29    |
| 10  | Felipe Massa     | 22    |
| 11  | Lance Stroll     | 18    |
| 12  | Nico Hülkenberg  | 18    |
| 13  | Romain Grosjean  | 18    |
| 14  | Kevin Magnussen  | 11    |
| 15  | Pascal Wehrlein  | 5     |
| 16  | Daniil Kvjat     | 4     |
| 17  | Fernando Alonso  | 2     |

### Costruttori
| Pos | Costruttore          | Punti |
| --- | -------------------- | ----- |
| 1   | Mercedes             | 287   |
| 2   | Ferrari              | 254   |
| 3   | Red Bull-TAG Heuer   | 152   |
| 4   | Force India-Mercedes | 89    |
| 5   | Williams-Mercedes    | 40    |
| 6   | Toro Rosso           | 33    |
| 7   | Haas-Ferrari         | 29    |
| 8   | Renault              | 18    |
| 9   | Sauber-Ferrari       | 5     |
| 10  | McLaren-Honda        | 2     |

## Decisioni della FIA
A seguito dell'incidente con Fernando Alonso e Max Verstappen, Daniil Kvjat, oltre al Drive Through comminatogli in gara, è stato penalizzato di due punti sulla Superlicenza.
Stoffel Vandoorne, oltre al Drive Through comminatogli in gara, subisce la decurtazione di due punti sulla Superlicenza per non aver rispettato il regime di bandiere blu.